# Leptogaster petiola
Leptogaster petiola là một loài ruồi trong họ Asilidae. Leptogaster petiola được Martin miêu tả năm 1964. Loài này phân bố ở vùng nhiệt đới châu Phi.